# Mahpach
| ֽ | Sof pasuq       |  | ֑   | Etnachta            |
| ֶ | Segol (Trope)   |  | ֓ ׀ | Schalschelet gedola |
| ֔ | Zaqef qaton     |  | ֕   | Zakef gadol         |
| ֗ | Rewia           |  | ֖   | Tipcha              |
| ֮ | Zarqa (Trope)   |  | ֙   | Paschta             |
| ֚ | Jetiw           |  | ֛   | Tewir               |
| ֜ | Geresch (Trope) |  |    | Gerschajim (Trope)  |
| ֡ | Pazer           |  | ֟   | Qarne para          |
| ֠ | Telischa gedola |  | ֣ ׀ | Munach Legarmeh     |

| ֣ | Munach           |  | ֤ | Mahpach         |
| ֥ | Mercha           |  | ֦ | Mercha kefula   |
| ֧ | Darga (Trope)    |  | ֨ | Qadma           |
| ֩ | Telischa qetanna |  | ֪ | Jerach ben jomo |
| ֖ | Majela (Trope)   |  |  |                 |

Mahpach ◌֤ (hebräisch מַהְפַּ֤ך englisch reversal) oder Mehuppach ist eine Trope in der jüdischen Liturgie und zählt zu den biblischen Betonungszeichen Teamim, die in der Tora und anderen Büchern erscheinen.

## Begriffe
| Trope                                                                          |
| ------------------------------------------------------------------------------ |
| von altgriechisch τρόπος tropos über jiddisch טראָפּ trop dt.: Betonung, Melodie |

In der aschkenasischen Tradition heißt es Mahpach. In der sephardischen Tradition wird es מְהֻפָּ֤ךְ Mehuppach, oder שׁוֹפָר מְהֻפָּ֤ךְ Schofar mehuppach genannt. In der italienischen Tradition wird es Schofar hafuch genannt.

## Symbol
Das für Mahpach verwendete Symbol ist ein kleiner spitzer Winkel, der nach links zeigt.
Das ursprüngliche Symbol sah eher aus nach einem zu Seite gedrehten U als einem zur Seite gedrehten V. Damit sollte ein „nach vorne gehen“ symbolisiert werden. Das U wurde aber durch ein V geändert, weil es für den Buchdruck einfacher war.

### Vergleich Mahpach mit Jetiw
Mahpach ◌֤ verwendet zumeist das gleiche Symbol wie Jetiw ◌֚, steht jedoch links unter dem ersten Buchstaben der betonten Silbe, (siehe מַהְפַּ֤ך). Jetiw hingegen steht als Präpositivum rechts, unten vor dem ersten Buchstaben eines Wortes (siehe יְ֚תִיב ). Im Buchdruck wird das Symbol der Trope Jetiw häufig spitzwinkliger als das Symbol der Trope Mahpach gedruckt.

## Grammatik
Mahpach wird nur in einer Tropengruppe mit Zaqef qaton eingesetzt. Mahpach ist ein verbindendes Zeichen und steht immer vor Paschta. (Das ähnliche Jetiw tut das niemals.) Einem Mahpach können im Gegensatz zu Jetiv weitere Konjunktionen vorangehen z. B. Munach oder Qadma. Mahpach kann durch Mercha ersetzt werden, wenn die betonten Silben eng beieinander liegen.

## Vorkommen
| Teil des Tanach | Mahpach |
| --------------- | ------- |
| Tora            | 3042    |
| Nevi’im         | 6537    |
| Ketuvim         | 2096    |
| Gesamt          | 11675   |

Die Tabelle zeigt das Vorkommen von Mahpach in den 21 Büchern.

## Melodie

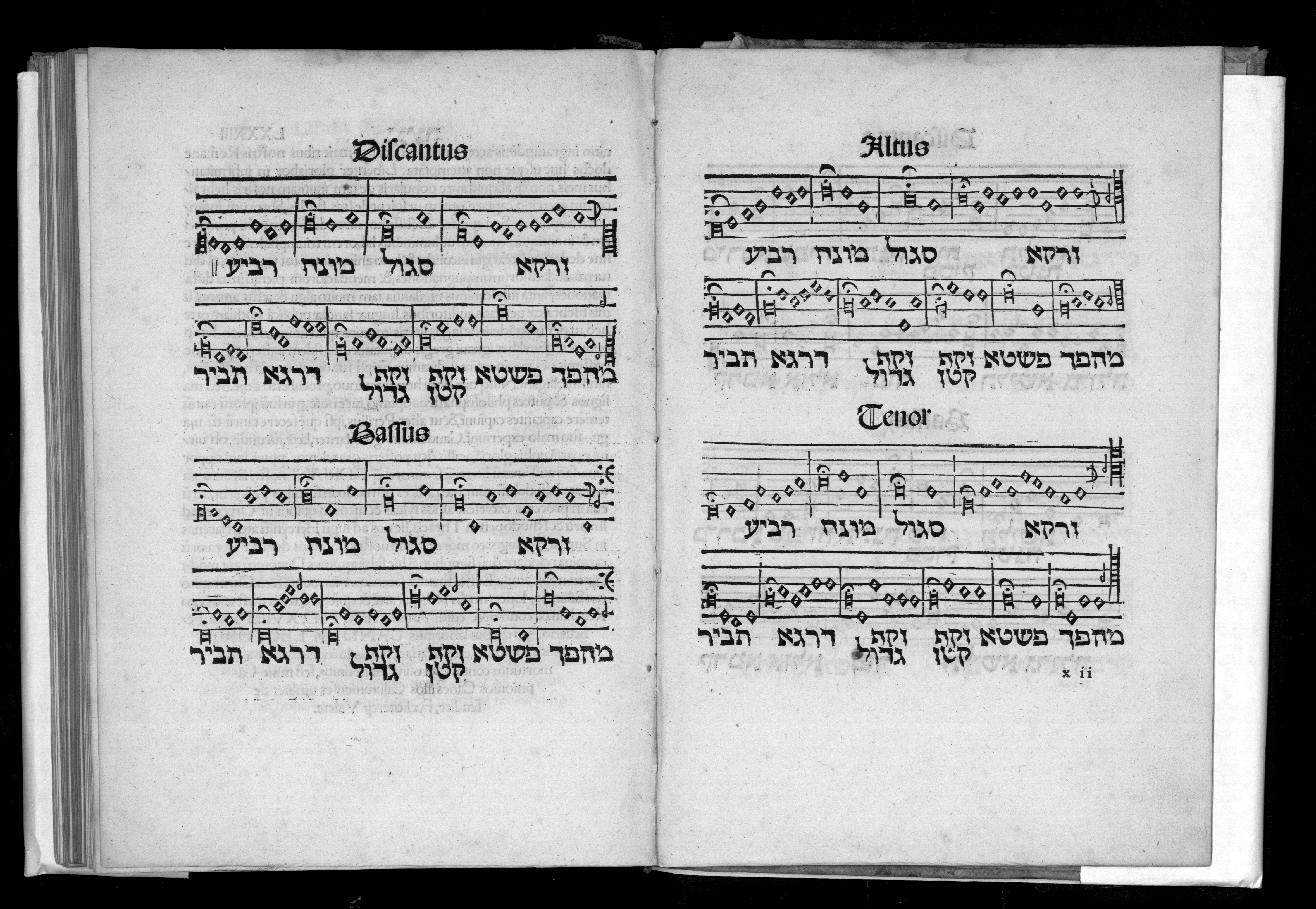
Johannes Reuchlin Mahpach